# Lutz Haueisen
Lutz Haueisen (Jena, 12 d'octubre de 1958) va ser un ciclista de Alemanya de l'Est especialitzat en el ciclisme en pista. Va guanyar dues medalles, una d'elles d'or en puntuació, als Campionats del Món.
El seu fill Dennis també es dedicà al ciclisme.

## Palmarès
- 1979
  -  Campió del món en Persecució per equips (amb Gerald Mortag, Axel Grosser i Volker Winkler)
- 1981
  -  Campió del món amateur en Puntuació
- 1985
  - Campió de la RDA en Puntuació